# Lasioglossum clastipedion
Lasioglossum clastipedion (лат.) — вид одиночных пчёл рода Lasioglossum из семейства Halictidae (Halictinae). Название clastipedion образовано от латинизированного греческого прилагательного «klastos» («сломанный», «раздробленный») и греческого родительного падежа множественного числа «pedion» («из равнин»). Это относится к ограниченному распространению этого вида в каньонах южной Юты и северной Аризоны, которые напоминают вымышленные
«Расколотые равнины» (Shattered Plains) из романа американского фэнтезийного писателя Брэндона Сандерсона «Путь королей» (2010).

## Распространение
Северная Америка: США (Аризона, Юта). Обитают в гористых местностях с многочисленными каньонами.

## Описание
Мелкие пчёлы длиной около 5 мм. Голова и грудь тёмные с голубовато-зеленоватым металлическим блеском; брюшко самок оранжевое, у самцов буровато-чёрное. От близких видов отличается следующими признаками: тергиты метасомы с плотным волосяным войлоком на Т2-3 базолатерально и на Т4 на всем протяжении, лоб и темя обычно со слабой микроскульптурой, слегка тусклой поверхностью, скутум с большинством волосков относительно густо перистыми, точки на переднемедиальном крае отчетливые, голова и мезосома часто золотисто-зелёные с более крупными частицами с более желтоватыми волосками сверху. В переднем крыле 3 субмаргинальные ячейки. Одиночные пчёлы, гнездятся в почве. Вид был впервые описан в 2020 году канадскими энтомологами Джоэлем Гарднером (Joel Gardner) и Джейсоном Гиббсом (Jason Gibbs, Department of Entomology, Манитобский университет, Виннипег, Манитоба, Канада) и отнесён к подроду Dialictus. Обнаружены на цветках растений семейств Asteraceae, Fabaceae, Papaveraceae, Polygonaceae, Salicaceae, Tamaricaceae.